# クラウドソース (アプリ)
クラウドソースは、Googleが開発したクラウドソーシングプラットフォームで、さまざまなアルゴリズムをユーザーがトレーニングすることによって、様々なGoogleのサービス・製品を改善することを目的としている。
クラウドソースは、2016年8月29日にGoogle PlayストアでAndroid OS向けにリリースされた。ウェブでも提供されている。クラウドソースには、Googleの様々な製品・サービスを改善するために、ユーザーが行う様々なシンプルタスクがある。そのようなタスクには、画像ラベル確認、感情評価、翻訳検証などが含まれる。ユーザーはこれらのタスクを行うことで、Googleマップ、Google翻訳、Androidなどのサービスを改善するためのデータをGoogleに提供する。 ユーザーがタスクを完了するとバッジ、証明書などの実績を獲得し、その進捗状況を確認することができる。
クラウドソースは、Googleによるマーケティングなどはなく、Google Playストアでひっそりとリリースされた。  リリース時の評価は賛否両論で、Googleアンケートモニターなどの同様のプラットフォームでは、ユーザーにGoogle Playクレジットの報酬があるため、金銭的な報酬がないのは珍しいとの意見が多く寄せられた。  

## 特徴
クラウドソースには様々な種類のタスクがあり、これらのタスクがそれぞれ、Googleに機械学習アルゴリズムのトレーニング用のデータを提供する。Google Playのアプリの説明欄によると、Googleはこれらのタスクを「マイクロタスク」と呼んでおり、それぞれ「5～10秒以内」に完了するようなものである、とのことである。 

### タスク
Androidアプリ「Crowdsource」を起動すると、「画像の説明」「手書き入力認識」「翻訳」「翻訳の検証」「地図翻訳検証」の5つのタスクが表示される。 最新版のアプリには、画像ラベルの確認、顔の表情、音声検証、スマートカメラ、グライド入力、手書き入力認識、グラフの読み取り、グラフの信頼性、翻訳、翻訳の検証、画像キャプチャ、の11のタスクが含まれている。

#### 翻訳と翻訳の検証
翻訳関連のタスク（翻訳や翻訳の検証）は、得意な言語を複数選択したユーザーにのみ表示される。    マップ翻訳の検証は、クラウドソースのAndroidアプリおよびWeb版のタスクからは削除されたが、ユーザーは引き続き翻訳および翻訳検証のタスクを行うことができる。 翻訳は、ユーザーが得意であると記載した言語の内の1つの文章をユーザーに提示し、それを得意とするもう1つの言語に翻訳するように求められる。 翻訳検証では、他のユーザーが投稿した翻訳のリストがユーザーに提示され、その翻訳が正しいか正しくないかを分類するように求められる。 これらのタスクは、Google製品の翻訳機能を向上させるためのもので、特にGoogle翻訳や、Googleマップを始めとする様々なアプリの翻訳コンテンツなどに役立てられる。  

#### 画像ラベルの確認
画像ラベルの確認においては、ユーザーが様々な事物のリストの中からある事物を選択すると（例えば「自動車」を選択すると）、ユーザーに画像が提示され、「この画像には自動車が含まれていますか？」という質問がなされる 。ユーザーは質問に「はい」か「いいえ」を選択し、わかりにくい場合は「スキップ」を選択する。  このタスクで得られたデータは、Googleストリートビューなどの製品で、画像内のテキストを読み取るために使用されている。 
同様のタスクは、モバイルおよびウェブアプリのGoogle Photosでも利用可能である。ただし、クラウドソースとは異なり、そこで提示される写真は、ユーザーの自前の写真である。 

#### 手書き入力認識
手書き入力認識では、ユーザーに手書きで書かれた単語が提示され、それをキーボードで書き起こす。Googleによると、このタスクの成果はGboardの手書き入力機能の向上に使われる。 

#### 感情の評価
感情の評価では、様々なレビューやコメントをユーザーに提示し、ユーザーはその文章を、ポジティブ、中立、ネガティブのいずれかに分類する。 または、よくわからない場合には質問をスキップできる。 ユーザーによるこれらの評価は、GoogleがGoogleマップ、Google Playストア、YouTubeなどのプラットフォームで使用している様々なレコメンデーションベースの技術に役立てられる。  

#### ランドマークの識別
このタスクは、表示されるストリートビューの画像に特定のランドマーク（施設等）がはっきりと視認可能な状態で写っているかどうかをユーザーが識別するものである。このタスクは、Googleマップなどのアプリケーションでの案内機能に用いられるためのものである。日本語以外の言語ではこのタスクは完了し、現在利用できない。 

#### 音声検証
音声検証は、Googleのサービスで使用される音声読み上げの技術の向上に役立てられる。 ユーザーには、自動生成された音声がある単語を読み上げようとする短いオーディオクリップが提示される。ユーザーは、その音声がその単語を正しく発音しているかどうかを検証する。

#### 画像の説明
このタスクは、オンライン画像のキャプションを作成するアルゴリズムの改良に役立てられる。クラウドソースのウェブアプリによると、「画像の説明は視覚に障がいのある方や、画像の解釈を必要とする他の技術に役立」つとのことである。 

#### 画像のキャプチャとスマートカメラ
画像キャプチャタスクでは、ユーザーが画像をアップロードして、それにタグを追加するためのインターフェースが表示される。
スマートカメラでは、Googleレンズを使用する時のように、端末のカメラを対象物に向ける。対象物を検出すると、ダイアログが表示される。そして、アプリが認識したものを説明する。ユーザーは、この説明が正しいか否かを回答する。正しいと回答した場合には、写真はアップロードされ、元の画面に戻る。正しくないと回答した場合には、その理由を選択するオプションと、画像にタグを追加する場所がポップアップ表示される。

#### グライド入力
このタスクは2020年5月17日に追加されたもので、Gboardのグライド入力機能のアルゴリズムを改善するためのものである。

#### グラフの読み取りとグラフの信頼性
これら2つのタスクは、2020年5月17日にキングス・カレッジ・ロンドンとウィーン大学との共同研究として、異なるグラフタイプに対するユーザーの読みやすさと信頼性を測定するために追加された。このタスクは翌日の5月18日に完了し、閉じられた。

### 実績
ユーザーが行うタスク以外にも、クラウドソースアプリには「実績」セクションがあり、ユーザーがクラウドソース内の様々なタスクを完了することで獲得できるバッジや統計情報が表示される。    

#### 統計情報
ユーザーがタスクをこなしてクラウドソースに貢献すると、クラウドソースはその貢献の総数のほか、ユーザーの回答がクラウドソースコミュニティ全体の回答と一致した数を示す「賛成」や、 ユーザーの回答のうち何％が正しいと認められたかを示す「正確性」などの指標が記録される。 

#### バッジ
ユーザーがタスクを完了すると、バッジを受け取ることができる。バッジはタスクの種類ごとに用意されており、その特定のタスクの進捗状況（翻訳の検証など）を把握することができる。また、オフライン時にタスクを行った場合など、その他のマイルストーンにもバッジが用意されている。  

### アップデート
2018年4月のアップデートでは、ユーザーが写真を撮影してタグを付け、クラウドソースにアップロードする「画像キャプチャ」タスクが新たに追加された。 ユーザーは、撮影した画像をオープンソース化して、Googleの外部も含めた様々な研究者や開発者とデータを共有することもできる。 Googleでクラウドソースチームを率いるプロダクトマネージャーのAnurag Batraは、Wired Magazineのインタビューで、ユーザーがこの画像撮影タスクを完了することで得られるデータは、Google画像検索、Googleカメラ、Googleレンズの改善につながると述べている。 最新のアップデートでは、前回の回答を変更するための「戻る」ボタンが追加された。
2021年1月21日、アップデートによりモバイルアプリにダークテーマが導入された。 このアップデートでは、全体のユーザーインターフェースも大きく変更された。また、新しいタスク「音声の検証」が追加された。 

## プラットフォーム
クラウドソースは、Webアプリケーションとしても提供されている。画像ラベルの検証、翻訳、翻訳の検証など、Androidアプリと同様のタスクを提供しており、Androidアプリと同様に、ユーザーが自分の実績を確認できるページも用意されている。 Android版とは異なり、ウェブサイトには、画像の説明を検証するタスクや、顔の表情を評価するタスクが含まれている。ただし、感情評価、画像キャプチャ、スマートカメラ、音声検証のタスクは用意されていない。  2021年5月20日現在、クラウドソースのウェブサイトにはダークテーマ機能は存在しない。

## 反応
Googleによる類似のアプリであるGoogleオピニオンモニターでは、短い調査に回答するとGoogle Playストアのクレジットがもらえるようになっているため、リリース当初、多くのレビューは、このアプリが金銭的な報酬を提供していないのは珍しいことだ、と指摘した。    2016年8月のレビューでAndroid Pitは、「この利他主義への依存は、Googleにはすでにユーザーからのフィードバックに金銭的な誘引を与えるGoogleオピニオンモニターというアプリがあることを考えると、少し奇妙だ。２つのアプリの仕組みは少し違うが、なぜ同じ報酬スキームを適用しなかったのかわからない」と述べている。レビューは、このモデルに懸念を示し、ユーザーはより実質的な報酬がなければこれらのタスクを完了する可能性は低いとし、クラウドソースは「ユーザーの親切心に頼っている」と書き、「一般的に全てのものが無料で広告がないことを望んでいるユーザーは長期的に見た場合どのように反応するだろうか？貢献した成果が活用されているか否かがあまりにも漠然としているのに、このアプリを高く評価するだろうか？」と述べている。  Wiredのレビューも同様の懸念を示し、「Googleはその動機を明白にしてはいるが、ユーザーが自分の貢献がどのような成果をもたらしたのかを知るのは困難だろう」と書いている。 
Googleは、クラウドソースのよくある質問のページで、「回答に対する報酬は得られますか？」という質問に対し、「いいえ。クラウドソースはコミュニティの活動です。世界の人々の役に立つよう、Google マップや Google 翻訳などのサービスの品質を高めたいという、コミュニティ メンバーの方々の善意に支えられています。」という回答を与えている。  2016 年 8 月のレビューで、 CNETはクラウドソースの説明文にある「使うたびに、あなた方のコミュニティにとってインターネットをより良い場所にできる」という記述は、GoogleがGoogleマップやGoogle翻訳のデータへの無料アクセスを提供しているわけではないのだから、正確ではないと指摘した。 また、TechCrunchのレビューは、Amazon Mechanical Turkの目的が第三者からのタスクを行うことであるのに対して、クラウドソースは「Googleが自社のサービスを向上させることにのみ焦点を当てている」と指摘した。

## データの活用
2018年4月のWiredのインタビューにおいて、Googleの機械学習アルゴリズムは、米国と西ヨーロッパにおいては効果的に機能するが、それ以外の地域では効果が落ちる、と述べられている。このインタビューにおいて、Googleの製品マネージャーでクラウドソースチームを率いるアヌラグ・バトラは、Googleがクラウドソースアプリを開発した動機について、Googleの持っている「米国と西ヨーロッパ以外の地域からの訓練データセットが非常に少ない」からだ、と述べている。  Wiredによると、Googleはインドやアジア全域の大学でクラウドソースアプリを推進するチームを持っており、2018年後半にはラテンアメリカにも進出する予定であるとのこと。バトラは、ローカルガイドコネクトのブログ記事の中で、クラウドソースがGoogleにとって役立つ理由を説明し、クラウドソースがユーザーに尋ねる質問は、機械学習アルゴリズムに供給するためのより良いデータのサンプルを集めるために設計されていることを詳述している。 
Googleは、クラウドソースのユーザーが提供した回答を他のユーザーに匿名で表示することで、その回答を検証している。  Googleによると、一旦回答が検証されれば、それらは「Google翻訳、Googleマップ、Gboardなどのサービスを動かすコンピュータアルゴリズムの訓練 」に使用される。 
Cio Diveに掲載された短信では、音声アシスタントや自動運転車などの新技術を成功させるためには、「正確なデータセットが不可欠」と述べられている。 この短信では、また、GoogleやIBMのような企業は、高度な人工知能の訓練・開発に利用するための大量のデータを持っているため、人工知能や機械学習の分野では有利な立場にある、と述べられている。 